# Neo

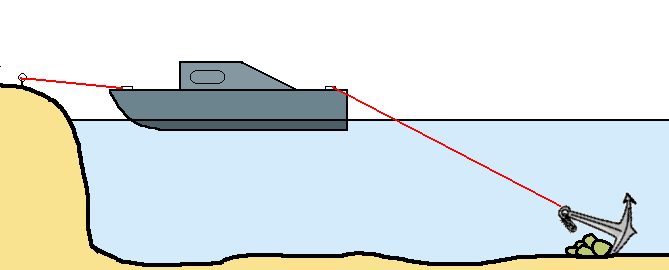
Thuyền đậu thả neo ở lái và cột vào bờ ở mũi

Neo là một dụng cụ hàng hải dùng để giữ tàu thuyền ở một vị trí nhất định bằng cách kềm chế lực di động khi gài thuyền vào đáy sông hoặc biển. Khi đã thả neo, tàu thuyền không bị dòng nước hoặc sóng xô đẩy di dịch đến vị trí khác.

## Từ nguyên
Trong tiếng Việt, từ neo bắt nguồn từ dạng tiền Vietic *tʃ-rn-ɛːw, vốn là gốc gán phụ tố *-rn- của *tʃ-ɛːw (> tiếng Việt xeo).

## Tác dụng
Thuyền nhỏ dùng một neo buộc bằng dây hoặc xích. Tàu lớn có thể dùng thừng cột đến ba neo, một ở đằng lái, hai ở mũi. Neo đúc bằng kim loại cốt lấy trọng lượng thật nặng để ghì tàu nên có cái cân đến 20 tấn.
Khi đứng yên, tàu chịu tác động của gió, lực cản của dòng nước chảy, lực va đập của sóng và các ngoại lực ngẫu nhiên khác. Neo là một thiết bị dùng để giữ cho tàu đứng yên dưới tác dụng của các ngoại lực đó. Hay nói một cách khác: neo là một tổ hợp kết cấu dùng để neo tàu.

### Vị trí neo
Trên mỗi một con tàu thường được trang bị neo chính và neo phụ. Neo chính thường đặt ở mũi còn có tên gọi là "neo dừng", vì rằng mũi tàu có sẵn lỗ khoét thoát nước nên việc thả neo dễ dàng hơn không bị cản trở. Hơn nữa khoang mũi thường để trống, nên dùng làm hầm xích neo rất thuận tiện. 
Neo phụ được đặt ở phía đuôi tàu còn được gọi là "neo hãm". Neo hãm không thuận dùng bằng neo dừng vì vị trí này dễ ảnh hưởng đến chong chóng và bánh lái. Thông thường neo chính và neo phụ không được thả cùng một lúc.

### Lực bám của neo
Lực bám của neo là khả năng bám vào nền đất của neo. Lực bám của neo phụ thuộc vào trọng lượng neo, kết cấu của từng loại neo và nền đất nơi thả neo. Trong đó trọng lượng neo là yếu tố quan trọng nhất, tức là khi trọng lượng neo càng lớn thì lực bám của neo càng tăng và ngược lại. Mặt khác, neo có cán càng dài thì lực bám càng tăng đồng thời càng làm tăng tính ổn định của neo trên nền đất. Vì vậy ở một số trường hợp người ta làm thanh ngang để tăng độ ổn định của neo.
Nếu gọi lực bám của neo là: T, kG thì: T = k.GN
trong đó: GN - trọng lượng của neo, kG.
k - hệ số bám của neo, xác định nhờ thực nghiệm và tuỳ theo loại neo, tùy theo nền đất.

### Chiều sâu thả neo
Trong khai thác, ở điều kiện thuận lợi có thể đỗ tàu bằng neo thì chiều dài cáp neo (là chiều dài từ lỗ thả neo đến vị trí neo nằm ở nền đất l phụ thuộc vào chiều sâu nơi thả neo và tốt nhất là:
l = 4.h0 nếu h0 tới 25, m.
l = 3.h0 nếu 25 tới h0 tới 50,m.
l = 2,5.h0 nếu 50 < h0 tới 150,m.
l = (1,5 tới 2).h0 nếu h0 tới 150,m.

## Phân loại thiết bị
Tuỳ thuộc vào từng loại tàu, vào công dụng và đặc tính làm việc của tàu mà lựa chọn thiết bị neo theo loại thiết bị neo có hốc hay không có hốc, theo máy tời neo đứng hay nằm, v.v.